# Soumaya Mestiri
Soumaya Mestiri, född 1976 i La Marsa, är en tunisisk filosof, främst inriktad på politik och sociologi. Hon är professor på Tunis universitet. 
Hon disputerade 2003 på Paris universitet med en avhandling om John Rawls (John Rawls: essai de reconstruction de la théorie de justice comme équité). Efter en tvåårig postdoc på Université catholique de Louvain återvände hon 2005 till Tunisien, där hon nu är professor. Hennes avhandling gavs ut 2007 under titeln De l'individu au citoyen: Rawls et le problème de la personne och 2009 utkom boken Rawls: justice et équité. Därefter intresserade hon sig för traditionella arabisk-muslimska filosofer och deltog i översättningar av de medeltida filosoferna Al Farabi och Al-Kindi. Hon studerar även Abu al-Faraj (Isfahani) och Al-Jahiz. Sedan 2009 har hennes forskning kretsat kring postkoloniala, demokratiska och feministiska teman.